# Dwars door het Hageland 2024
La Dwars door het Hageland 2024 fou la 19a edició de la Dwars door het Hageland. La cursa es disputà el 8 de juny de 2024 sobre un recorregut de 181 km. La cursa formava part de l'UCI ProSeries 2024.
La victòria fou pel belga Gianni Vermeersch (Alpecin-Deceuninck), que s'imposà a l'esprint al seu company d'escapada, Jonas Abrahamsen (Uno-X Mobility). Hartthijs de Vries (TDT-Unibet Cycling Team) completà el podi.

## Equips
L'organització convidà a 18 equips a prendre part en aquesta cursa.
| WorldTeams (5)- Alpecin-Deceuninck - Cofidis - Intermarché-Wanty - Soudal Quick-Step - Arkéa-B&B Hotels ProTeams (8)- Bingoal WB - Israel-Premier Tech - Lotto Dstny - TDT-Unibet - Team Flanders-Baloise - Team Novo Nordisk - Uno-X Mobility - TotalEnergies Equips continentals (3)- Philippe Wagner-Bazin - Volkerwessels Cycling Team - Baloise Trek Lions Equip UCI Ciclocròs - Pauwels Sauzen-Bingoal Equip regional i de club- Deschacht-Hens-FSP |
| |

## Classificació final
| \| Classificació general \| Classificació general \| Classificació general \| Classificació general \| Classificació general \| \| Corredor \| Corredor \| Equip \| Temps \| \| \| --------------------- \| --------------------- \| --------------------- \| --------------------- \| --------------------- \| \| 1r \| Gianni Vermeersch \| Alpecin-Deceuninck \| 4h 04' 18" \| \| \| 2n \| Jonas Abrahamsen \| Uno-X Mobility \| + 1" \| \| \| 3r \| Hartthijs de Vries \| TDT-Unibet \| + 11" \| \| \| 4t \| Rasmus Tiller \| Uno-X Mobility \| + 21" \| \| \| 5è \| Søren Wærenskjold \| Uno-X Mobility \| + 21" \| \| \| 6è \| Quinten Hermans \| Alpecin-Deceuninck \| + 21" \| \| \| 7è \| Pim Ronhaar \| Baloise Trek Lions \| + 21" \| \| \| 8è \| Stanisław Aniołkowski \| Cofidis \| + 28" \| \| \| 9è \| Lionel Taminiaux \| Lotto Dstny \| + 30" \| \| \| 10è \| Lander Loockx \| TDT-Unibet \| + 31" \| \| |                       |                    |            |
| |                       |                    |            |
| Font: ProCyclingStats |                       |                    |            |
| Classificació general |                       |                    |            |
| Corredor | Corredor              | Equip              | Temps      |
| 1r | Gianni Vermeersch     | Alpecin-Deceuninck | 4h 04' 18" |
| 2n | Jonas Abrahamsen      | Uno-X Mobility     | + 1"       |
| 3r | Hartthijs de Vries    | TDT-Unibet         | + 11"      |
| 4t | Rasmus Tiller         | Uno-X Mobility     | + 21"      |
| 5è | Søren Wærenskjold     | Uno-X Mobility     | + 21"      |
| 6è | Quinten Hermans       | Alpecin-Deceuninck | + 21"      |
| 7è | Pim Ronhaar           | Baloise Trek Lions | + 21"      |
| 8è | Stanisław Aniołkowski | Cofidis            | + 28"      |
| 9è | Lionel Taminiaux      | Lotto Dstny        | + 30"      |
| 10è | Lander Loockx         | TDT-Unibet         | + 31"      |